# Highland Football League 2001–02
Highland Football League 2001–02 với chức vô địch thuộc về Fraserburgh. Rothes đứng cuối bảng. Inverurie Loco Works gia nhập Highland League mùa giải này, nâng tổng số đội tham dự từ 14 lên 15.

## Bảng xếp hạng
| XH | Đội                  | Tr | T  | H  | T  | BT | BB | HS  | Đ  |
| -- | -------------------- | -- | -- | -- | -- | -- | -- | --- | -- |
| 1  | Fraserburgh (C)      | 28 | 20 | 4  | 4  | 71 | 36 | +35 | 64 |
| 2  | Deveronvale          | 28 | 19 | 4  | 5  | 68 | 27 | +41 | 61 |
| 3  | Buckie Thistle       | 28 | 15 | 8  | 5  | 51 | 27 | +24 | 53 |
| 4  | Clachnacuddin        | 28 | 13 | 10 | 5  | 60 | 39 | +21 | 49 |
| 5  | Keith                | 28 | 14 | 5  | 9  | 57 | 37 | +20 | 47 |
| 6  | Cove Rangers         | 28 | 12 | 7  | 9  | 72 | 60 | +12 | 43 |
| 7  | Inverurie Loco Works | 28 | 12 | 4  | 12 | 48 | 43 | +5  | 40 |
| 8  | Brora Rangers        | 28 | 12 | 4  | 12 | 47 | 55 | −8  | 40 |
| 9  | Huntly               | 28 | 11 | 6  | 11 | 46 | 36 | +10 | 39 |
| 10 | Forres Mechanics     | 28 | 9  | 10 | 9  | 49 | 46 | +3  | 37 |
| 11 | Lossiemouth          | 28 | 9  | 6  | 13 | 23 | 40 | −17 | 33 |
| 12 | Nairn County         | 28 | 6  | 8  | 14 | 45 | 61 | −16 | 26 |
| 13 | Fort William         | 28 | 7  | 2  | 19 | 30 | 62 | −32 | 23 |
| 14 | Wick Academy         | 28 | 5  | 4  | 19 | 20 | 59 | −39 | 19 |
| 15 | Rothes               | 28 | 2  | 6  | 20 | 24 | 83 | −59 | 12 |

Nguồn: Scottish Football Historical Archive - Highland League Final Tables
Quy tắc xếp hạng: 1. Điểm; 2. Hiệu số bàn thắng; 3. Số bàn thắng.
(VĐ) = Vô địch; (XH) = Xuống hạng; (LH) = Lên hạng; (O) = Thắng trận Play-off; (A) = Lọt vào vòng sau. 
Chỉ được áp dụng khi mùa giải chưa kết thúc: 
(Q) = Lọt vào vòng đấu cụ thể của giải đấu đã nêu; (TQ) = Giành vé dự giải đấu, nhưng chưa tới vòng đấu đã nêu.

Bản mẫu:Bóng đá Scotland 2001-02